# 奧賈斯 (佛羅里達州)
奧賈斯（英語：Ojus）是位於美國佛羅里達州邁阿密-戴德縣的一個人口普查指定地區。

## 地理
奧賈斯的座標為25°57′24″N 80°09′29″W / 25.95667°N 80.15806°W，而該地最高點為海拔高度3米（即10英尺）。

## 人口
根據2010年美國人口普查的數據，奧賈斯的面積為8.50平方千米，當中陸地面積為7.20平方千米，而水域面積為1.30平方千米。當地共有人口16642人，而人口密度為每平方千米1,957人。